# جلسه رسیدگی
جلسهٔ رسیدگی در نظام حقوقی کامن لا رویه‌ای در پیشگاه دادگاه یا دیگر نهادها یا مسئولان تصمیم‌گیر مانند یک سازمان دولتی یا یک کمیته پارلمان است.
فرق جلسهٔ رسیدگی با محاکمه در این است که رسیدگی عموماً کوتاهتر و رسمیت آن کمتر است. در جریان دعوی قضایی، جلسات رسیدگی برگزار می‌شوند تا ادله شفاهی در حمایت از قرار منع تعقیب، چه برای حل و فصل پرونده بدون محاکمه بیشتر قرار رد پرونده یا برای خلاصه حکم، یا برای تصمیم‌گیری در خصوص مسایل قانونی، نظیر پذیرش ادله اثبات دعوی، که تعیین خواهند کرد محاکمه چطور به پیش برود انجام شوند. شواهد محدود و نیز شهادت نیز ممکن است در جلسات رسیدگی برای تکمیل استدلال‌های حقوقی ارائه شوند.